# Denneville
Denneville era una comuna francesa que estaba situada en el departamento de Mancha, de la región de Normandía que el 1 de enero de 2019 pasó a formar parte de la comuna nueva de Port-Bail-sur-Mer como comuna delegada.

## Historia
En 1812 absorbe la comuna de Omonville-la-Folliot.
En 1972 absorbe la comuna de Canville-la-Rocque y en 1979 dicha comuna fue reconstituida a partir de sus antiguos territorios.

## Demografía
| Gráfica de evolución demográfica de Denneville entre 1800 y 2021 |
|                                                                  |

Los datos demográficos contemplados en este gráfico de la comuna de Denneville se han cogido de 1800 a 1999 de la página francesa EHESS/Cassini, y los demás datos de la página del INSEE.